# مسیحیت در فیلیپین

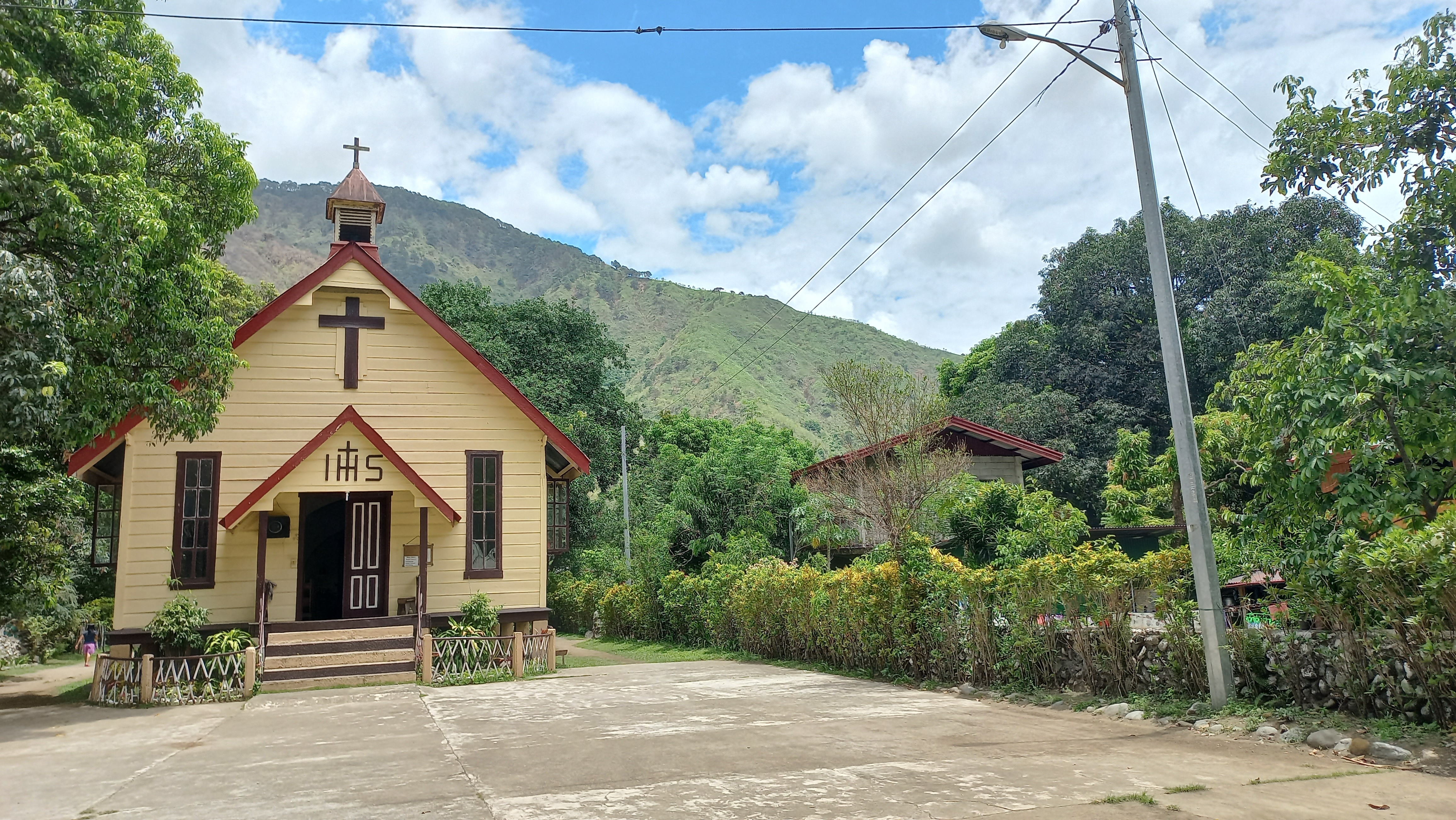
کلیسایی کاتولیک در فیلیپین

فیلیپین در سال ۲۰۱۰ در رتبه پنجمین کشور بزرگ با اکثریت مسیحی روی زمین قرار گرفت؛ حدود ۹۳٪ از جمعیت آن پیرو مسیحیت اند. تا تاریخ ۲۰۱۹، این سومین کشور بزرگ کاتولیک در جهان بود (دو کشور اول برزیل و مکزیک بندود) و یکی از دو کشور کاتولیک در آسیا بود (دیگری تیمور شرقاستی).
طبق سرشماری ملی اداره آمار ملی برای سال ۲۰۱۰، تخمین زده می‌شود که ۹۰٫۱٪ فیلیپینی‌ها مسیحی باشند که از ۸۰٫۶٪ کاتولیک، ۲٫۷٪ انجیلی، ۲٫۴٪ اینگلسیا نی کریستو، ۱٫۰٪ اگلیپایان و ۳٫۴٪ سایر گروه‌های مسیحی از جمله دیگر فرقه‌های پروتستان (باپتیست، پنطیکوستال، آنگلیکان، متدیست و ادونتیست روز هفتم) و همچنین ارتدکس تشکیل می‌شود. حدود ۵٫۶٪ از کل کشور مسلمان است. حدود ۱–۲٪ بودایی هستند. ۱٫۸٪ از کل جمعیت به سایر مذاهب مستقل پایبند هستند، در حالی که کمتر از ۰٫۱٪ (تا سال 2015) بی‌دین هستند.
بسیاری از فیلیپینی‌ها در سال ۲۰۲۱، ۵۰۰ سال حضور مسیحیت در فیلیپین را جشن می‌گیرند و پاپ فرانسیس ۱۶ مارس، روزی که ماژلان کاتولیسیزم را وارد این کشور کرد را با یک عشای ربانی گرامی داشت.